# ایندرک زلینسکی
ایندرک زلینسکی (استونیایی: Indrek Zelinski؛ زادهٔ ۱۳ نوامبر ۱۹۷۴) بازیکن سابق و مربی فوتبال اهل استونی است.
از باشگاه‌هایی که در آن بازی کرده‌است می‌توان به باشگاه فوتبال فلورا تالین، باشگاه فوتبال لوادیا تالین، و باشگاه فوتبال کورساره اشاره کرد.
وی همچنین در تیم‌های ملی فوتبال زیر ۲۱ سال استونی و استونی بازی کرده‌است.